# Udokan-hegység
Az Udokan-hegység (oroszul хребет Удокан [hrebet Udokan]) hegység Oroszországban, Dél-Szibériában; a Sztanovoj-felföld egyik hegyvonulata, a Kalar-hegységtől északkeletre. Közigazgatásilag a Bajkálontúli határterülethez és Jakutföldhöz tartozik.

## Jellemzői
Az Oljokma két mellékfolyója: a Csara (jobb partja) és a Hanyi (bal partja) közötti területen fekszik. A Kalar-hegység középső részétől (a Nyizsnyij Ingakamit folyótól) kiindulva északkelet felé, az Oljokma völgyéig húzódik.
Hossza 200–250 km, legmagasabb pontja 2561 m.
Erősen tagolt, keskeny folyóvölgyekkel és törésekkel szabdalt magas hegyek alkotják. Egykori jégárak által vájt domborzati formák jellemzik, de a Kalar-hegységhez közeli részeken kihűlt vulkánok, bazaltláva-platók is láthatók. A hegyoldalakat vörösfenyőből álló tajga borítja.

## Földrengések
A Bajkal-Sztanovoj övezetben gyakoriak az erős földrengések, melyek átformálják a domborzatot. 1957. június 27-én különösen erős (a 12 fokozatú skálán tízes erősségű) földrengés pattant ki, az ún. mujai földrengés. Epicentruma az Udokan északi lejtője közelében, a Namarakit folyó völgye alatt volt. Ennek következményeként a hegység másfél métert emelkedett, a folyó völgye megsüllyedt, és a mélyedésben 3 km hosszú tó alakult ki.

## Rézkészletei
A múlt század közepén a hegység kambriumi homokkő rétegeiben hatalmas rézkészleteket tártak fel (a Novaja Csara vasútállomástól 30 km-re délre). A becslések 25–26 millió tonna rézről szólnak. A világ harmadik legnagyobb réztartalékainak kitermelése külfejtéssel lehetséges, de napjainkig (2017. nyár) még nem kezdődött el.